# 비장변연부림프종
비장변연부림프종(Splenic marginal zone lymphoma; SMZL)은 림프종의 일종으로 B세포가 비장의 백비수에 축적되어 발생한다. 림프구와 비교적 큰 림프모구가 종양세포가 되어 비장 소포(follicle)의 외투구역(mantle zone)으로 침투한 뒤 비장 변연부(marginal zone)를 융기시키는데, 궁극적으로 적비수까지 침투한다. 혈액을 타고 골수와 비장문 부근의 림프절까지 이르는 경우가 많다. 이처럼 말초혈액을 타고 순환하는 세포들을 그 형태를 따 융모성 림프구(villous lymphocytes)라 한다.

## 원인
C형 간염바이러스가 원인이 된다. 배중심 후위에 위치한 B세포가 종양세포의 근원으로 추정되는데, 분화중 언제부터 종양이 시작되는지는 밝혀지지 않았다.

## 진단
극히 일부를 제외한 모든 환자에서 비장의 임파선염, 즉 비종이 관찰되므로 이를 진단의 필요조건으로 삼는다. 그 다음으로 많이 나타나는 현상이 골수침윤이다. 림프절과 그 주변부에서도 가끔씩 종이 나타나나 흔한 경우는 아니다.
말초혈액을 타고 순환하는 림프종이 발견되기도 한다. 이 세포들은 형질세포와 모양이 비슷하며, 양 극에 짧은 융모가 돌출되어 있기 때문에 융모성 림프구라 불린다. 특발성 혈소판 감소성 자반증과 빈혈이 관찰되기도 한다. 환자의 1/3에서는 단일클론성 골수종단백질이 검출되나 고감마글로불린혈증과 과점조증후군은 보이지 않는다.
백비수의 반응성 배중심이 종양성 림프구로 대체됨에 따라 외투구역이 상실되고, 궁극적으로는 림프모구를 닮은 커다란 세포들까지 종양에 참여하여 변연부를 흐릿하게 덮어버린다. 모든 경우에서 크고 작은 림프구들로 구성된 결절성 침윤이 적비수에 발생한다. 이외에는 정맥굴(sinus)에 침투, 상피 조직구, 종양세포의 형질세포 분화가 특징이다.
비장에 붙어있는 비장문 림프절에서는 변연부 구조가 사라져있는 것을 볼 수 있다. 또한 결절과 유사한 모습을 보이는데, 이는 골수에 침유한 SMZL에서도 볼 수 있는 형태다.

## 예후
환자의 75%가 5년 이상 생존하며, 절반 이상의 환자가 10년 이상 생존한다.
헤모글로빈 수치가 12g/dL보다 낮은 경우, 젖산 탈수소효소 농도가 정상 이하인 경우, 혈장 알부민 농도가 3.5g/dL인 경우 다른 환자에 비해 높은 치사율을 보이지만 절반정도는 5년 이상 생존한다.
NOTCH2 등의 유전자 좌위에 변이가 생긴 경우, 생존률은 더 하락한다.

## 분자적 증거

### 면역표현형
해당 질병의 면역표현형은 좌측 표와 같다. CD5의 음성반응은 SMZL과 만성림프모구백혈병/소림프구림프종을 구분하는 기준이 되고, CD10의 음성반응은 소포성림프종과 구분하는 기준이 된다. CD5와 cyclin-D1에서 모두 음성반응이 나타나므로 외투세포림프종과도 구분된다.

### 유전자형
면역글로불린의 중사슬과 경사슬부분에 해당하는 유전자 재배열이 발생하는 경우가 많다. 환자의 40%가 7q21-32의 결손을 보이며, 7q21에 위치한 CDK6 유전자 전자 역시 보고되었다.

## 유행병
림프종의 1%미만이 SMZL이나, CD5 분류불가 만성림프모구백혈병의 대부분이 SMZL일 것으로 추정된다. 전형적으로 50세 이상이며, 성별에 따른 차이 역시 보고된 바 있다.

## 동의어
과거의 분류기준에서는 다음과 같은 용어가 사용되었다.
| 분류법              | 이름                                                                                   |
| ------------------- | -------------------------------------------------------------------------------------- |
| Rappaport           | 고분화림프구림프종(well-differentiated lymphocytic lymphoma)                           |
| Lukes-Collins       | 소림프구림프종(small lymphocytic lymphoma)                                             |
| Working Formulation | 소림프구림프종(small lymphocytic lymphoma)                                             |
| FAB                 | 융모성림프구순환동반 비장림프종(splenic lymphoma with circulating villous lymphocytes) |